# Lecanora vainioi
Lecanora vainioi är en lavart som beskrevs av Vänskä. Lecanora vainioi ingår i släktet Lecanora och familjen Lecanoraceae.   Inga underarter finns listade i Catalogue of Life.